# Luo Li
Pour les articles homonymes, voir Luo.
Dans ce nom chinois, le nom de famille, Luo, précède le nom personnel.
Luo Li (罗丽) est une gymnaste chinoise, née en 1976 dans la province du Guizhou.
Elle a été championne du monde aux barres asymétriques en 1994.

## Palmarès

### Championnats du monde
- Brisbane 1994
  -  médaille d'or aux barres asymétriques

### Championnats de Chine
- Pékin 1993
  -  médaille d'or aux barres asymétriques